# Grzebiuszkowate
Grzebiuszkowate, huczki (Pelobatidae) – monotypowa rodzina płazów z rzędu płazów bezogonowych (Anura).

## Zasięg występowania
Rodzina obejmuje gatunki występujące w Europie, zachodniej Azji i północno-zachodniej Afryce.

## Morfologia
Huczki to niewielkie płazy. Przeciętna długość ich ciała to 5–6 cm, choć niektóre z nich mogą dorosnąć nawet do 8 cm. Dymorfizm płciowy jest słabo zaznaczony, ale samica jest nieco większa od samca. Tylko w trakcie pory godowej można stwierdzić czy dany osobnik jest samcem, czy samicą. W tym czasie na grzbietowej powierzchni ramion powstają chrostki, które można wyczuć dotykiem. Na tylnych nogach grzebiuszki mają modzele, tj. wyrostki kostne ułatwiające zagrzebywanie się w ziemi. Zazwyczaj są barwy brunatnej, pokrytej ciemniejszymi plamkami lub paskami. Grzebiuszki również charakteryzują pionowe źrenice.

## Tryb życia
Grzebiuszki budzą się dość wcześnie ze snu zimowego, który spędzają w rozmaitych jamach, norach i innych tego typu kryjówkach. Po dłuższym okresie ciepłych dni i pierwszych deszczach huczki opuszczają swoje miejsca zimowania. Wtedy to wyruszają do stanowisk lęgowych, którymi są płytkie stawy i jeziora, a nawet rowy melioracyjne. Wędrują małymi grupkami, aż do końca marca i początku kwietnia. Wtedy to rozpoczynają się „koncerty” samców. Ich rechot przypomina ciche gdakanie kur.
Ewenementem jest to, że po złączeniu się w parę, samiec i samica nie pływają po powierzchni wody, ale wędrują po dnie, wynurzając się tylko w celu zaczerpnięcia powietrza. Samica składa skrzek w postaci skręconych rulonów o długości ok. 1 m. Jeśli jest deszczowe lato, gody mogą odbyć jeszcze raz, w lipcu. W maksymalnym stadium rozwoju, kijanki osiągają 10–12 cm, czyli są dużo większe od swoich rodziców. Niektóre z osobników dorastają nawet do 18 cm, co czyni je największymi kijankami w Europie. Po około trzech miesiącach, kijanki zmniejszają się do normalnych rozmiarów.

## Systematyka

### Etymologia
- Pelobates: gr. πηλος pēlos „glina, błoto”; βατης batēs „piechur”, od βατεω bateō „stąpać”, od βαινω bainō „chodzić”[18].
- Cultripes: łac. culter, cultri „nóż”[19]; pes, pedis „stopa”, od gr. πους pous, ποδος podos „stopa”[20]. Gatunek typowy: Cultripes cultripes Müller, 1832 (= Rana cultripes Cuvier, 1829).
- Didocus: gr. δι- di- „podwójny”, od δις dis „dwa razy”, od δυο duo „dwa”[21]; δοκος dokos „belka, włócznia”[22]. Gatunek typowy: Rana calcaratus Michahelles, 1830.
- Pseudopelobates: gr. ψευδος pseudos „fałszywy”[23]; rodzaj Pelobates Wagler, 1830. Gatunek typowy: Pelobates transcaucasicus Delwig, 1928 (= Pelobates syriacus Boettger, 1889).

### Podział systematyczny
Do rodzaju należą następujące gatunki:
- Pelobates balcanicus Karaman, 1928 – grzebiuszka bałkańska[24]
- Pelobates cultripes (Cuvier, 1829) – grzebiuszka gibraltarska[16]
- Pelobates fuscus (Laurenti, 1768) – grzebiuszka ziemna[16]
- Pelobates syriacus Boettger, 1889 – grzebiuszka syryjska[15]
- Pelobates varaldii Pasteur & Bons, 1959
- Pelobates vespertinus (Pallas, 1771)